# BADKIZ
BADKIZ（배드키즈、バッドキッズ）は 大韓民国の4人組ガールズグループである。デジタルシングル曲「Ear Attack（귓방망이 日本語読み：クィッパンマンイ）」を発表し、2014年3月24日にデビューした。

## メンバー
モニカ（모니카, Monika）
- 本名：Kang Yeh
- 生年月日：1991年5月21日
- 出身地：
- ポジション：リーダー、メインボーカル
- 学歴：建国大学 映画芸術学科 休学
- 活動期間：2014年3月～

ルア（루아, LuA）
- 本名：チョ・ハンギョン（조한경）
- 生年月日：1991年9月14日
- 出身地：Busan 大韓民国
- ポジション：
- 学歴：同徳女子大学 放送演芸科 休学
- 活動期間：2015年3月～

ハヌル（하늘, Haneul）
- 本名：キム・ハヌル（김하늘）
- 生年月日：1992年4月26日
- 出身地：Wonju 大韓民国
- ポジション：
- 学歴：建国大学映画科 休学
- 活動期間：2015年3月～

ケイミ（케이미, K.Me）
- 本名：ナ・ミリ（나미리）
- 生年月日：1993年11月10日
- 出身地：Yesou 大韓民国
- ポジション：
- 学歴：東亜放送芸術大学 放送演芸科 休学
- 活動期間：2015年3月～

## 旧メンバー
ヨンジ（연지, Yeunji）
- 本名：イ・ヨンジ（이연지）
- 生年月日：1993年9月26日
- 出身地：大韓民国
- ポジション：ボーカル
- 学歴：
- 活動期間：2014年3月～2014年8月

ウンジュ（은주, Eun Joo）
- 本名：イ・ウンジュ（이은주）
- 生年月日：1994年9月23日
- 出身地：大韓民国
- ポジション：サブボーカル
- 学歴：
- 活動期間：2014年3月～2014年8月

ジナ（지나, Jina）
- 本名：ユ・ジナ（유지나）
- 生年月日：1992年12月6日
- 出身地：大韓民国
- ポジション：ラップ
- 学歴：
- 活動期間：2014年3月～2015年1月
- 脱退後はトロット歌手に転向した[1]。

ボムボム（봄봄, BomBom）
- 本名：キム・ボミ（김보미）
- 生年月日：1992年11月14日
- 出身地：大韓民国
- ポジション：サブボーカル
- 学歴：
- 活動期間：2014年3月～2015年1月

ユミン（유민, Yoomin）
- 本名：チョ・ユンミン（조윤민）
- 生年月日：1993年5月25日
- 出身地：大韓民国
- ポジション：
- 学歴：
- 活動期間：2014年11月～2015年1月

ハナ（하나, Hana）
- 本名：イ・ハナ（이하나）
- 生年月日：1996年2月1日
- 出身地：大韓民国
- ポジション：
- 学歴：
- 活動期間：2014年11月～2015年1月

## ディスコグラフィー
シングル
Ear Attack（귓방망이）
- 発売日：2014年3月24日
  - 귓방망이
  - 귓방망이 (Inst.)

BABOMBA（바밤바）
- 発売日：2014年11月13日
  - 바밤바 (BABOMBA)
  - 바밤바 (Inst.)

Come Closer（이리로）
- 発売日：2015年8月7日
  - 이리로
  - 이리로 (Inst.)